# 2003年のF1世界選手権

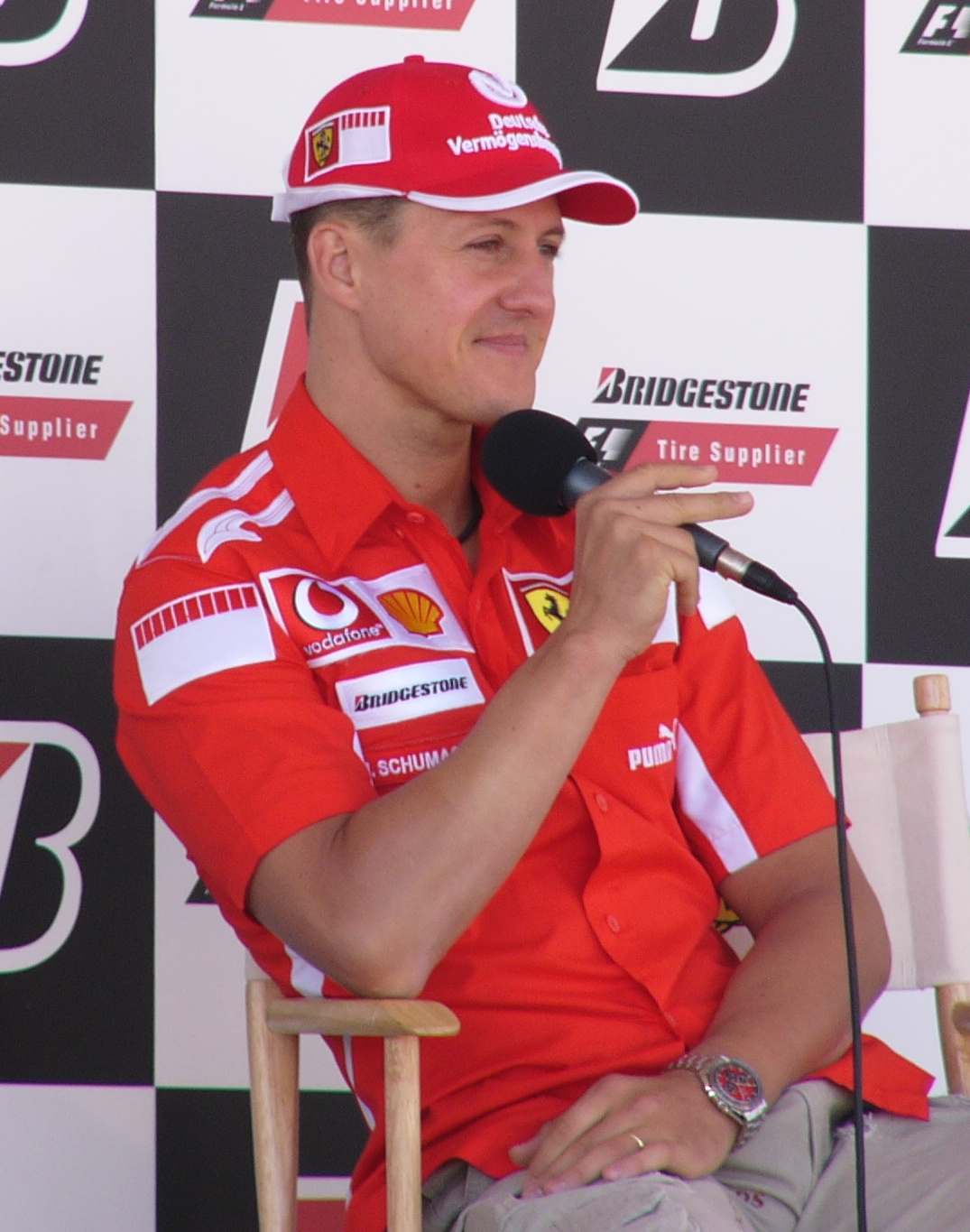
2003年のF1世界選手権において6度目のドライバーズタイトルを獲得したミハエル・シューマッハ

2003年のF1世界選手権（2003ねんのエフワンせかいせんしゅけん）は、FIAフォーミュラ1世界選手権の第54回大会である。2003年3月9日にオーストラリアで開幕し、10月12日に日本で開催される最終戦まで、全16戦で争われた。

## シーズン概要

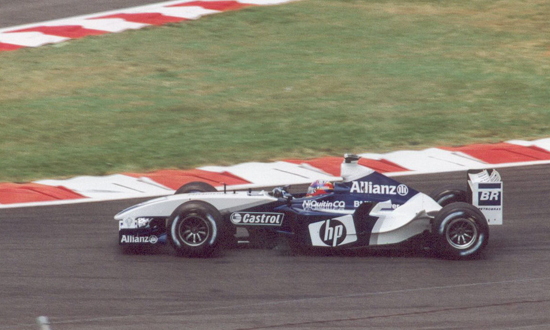
ウィリアムズ・FW25

開幕戦から4人の優勝者が現れる事態が起き、シーズン中の勝者としては8人を数えた。開幕から4人の優勝者が登場するのは1985年以来となり、シーズン中の8人は1983年並ぶ2位タイの記録となった。また、この年に優勝したものは記憶に残る形での優勝となったドライバーが多かったのも特徴である（後述）。
優勝が分散した理由として、前年オーストリアのレースでのチームオーダー事件に関連して、チームオーダーが公式に禁止された事やパルクフェルメルールの導入など、大規模なレギュレーション改定が実施された。その影響もあり、この年のフェラーリはマシン開発が躓いたことやパルクフェルメの対応に遅れをとった。また、ミシュランタイヤやそのユーザーであるウィリアムズとマクラーレンがタイヤとのマッチングも含め、前年よりマシンの戦闘力を向上させることに成功。その結果、フェラーリは他チームに付け入られる隙を与える形となり、ライバル勢がマシンの戦闘力の差を縮めたため、タイトル争いは混戦模様となった。
ドライバーズタイトル及びコンストラクターズは最終戦までもつれることとなった。前者はミハエル・シューマッハ（フェラーリ）とキミ・ライコネン（マクラーレン）の2名が本命となり、ウィリアムズ2名（ラルフ・シューマッハとファン・パブロ・モントーヤ）もチャンピオン候補へ浮上するが、2人は第12戦以降失速してタイトル争いから脱落。後者はウィリアムズがシーズン後半の一時はポイントリーダーとなるが、終盤の2戦でフェラーリ陣営がポイントを獲得したため、両タイトルはフェラーリの防衛で幕を閉じた。
なおこの年はミナルディを除くすべてのチームの車両がトップ走行を果たした。とくにアメリカグランプリでは、ブリヂストン・タイヤを履くBAR、ザウバーの2チームとマーク・ウェバーのジャガーが首位を走ったが、いずれのチームも首位を走行するのは初めてであった。トヨタはイギリスグランプリで首位を走った。

## レギュレーションの変更
前年オーストリアGPでのチームオーダー事件に関連して、チームオーダーが禁止された。
シートの素材として革張りにする事も禁止された。
レースウィークの金曜日(モナコでは木曜日)朝に特別テストが行われた。これは年間テストの日数を制限することを受け入れたチームは、金曜日の朝にレースカーとサードカーを使用してテストをおこなうことができる、というものであった。資金的に苦しいミナルディとジョーダン・グランプリ、ジャガー、そしてルノーF1チームが参加した。ミナルディはマッテオ・ボッビや、ジャンマリア・ブルーニを起用した。ジョーダンはゾルト・バウムガルトナーやビヨン・ビルドハイムを起用した。これらの資金的に苦しいチームは若手の育成やスポンサー資金の獲得にこの制度を利用していたのに対し、ルノーは主にデータとりのためにこの制度を利用、ドライバーはフランスグランプリを除きアラン・マクニッシュを起用した。
予選方式も大幅に変更された。従来の12周以内のアタックで最速タイムを結果とする方式から、金曜日と土曜日に1回アタックを行うように変更された。このうち金曜日の予選は土曜日の出走順を決定させ、土曜日にも1回アタックを行いグリッドを決定する。出走順は金曜日が前戦までのドライバーズランキング上位から、土曜日が予選1回目の下位からおこなう。予選後マシンはパルクフェルメに保管され、給油が禁止される。開幕戦でミナルディが予選アタックを行わず、パルクフェルメへのマシン保管を免れるという裏ワザを使った。
さらに1991年以来、久しぶりにポイントシステムの改定が行われ、1960年以来となる入賞順位の拡大も行われた。
| 順位                   | 1位 | 2位 | 3位 | 4位 | 5位 | 6位 | 7位 | 8位 | 9位以降 |
| ポイント（2002年まで） | 10  | 6   | 4   | 3   | 2   | 1   | 0   | 0   | 0       |
| ポイント（2003年から） | 10  | 8   | 6   | 5   | 4   | 3   | 2   | 1   | 0       |

### レギュレーションの変更の結果
予選は1アタック制になり、デビッド・クルサードなどのように、このようなやり方が苦手なドライバーには難しい予選になった。また予選中に降雨などがあった場合、予選順位がマシンやドライバーの実力を反映した序列にならないことも多かった。日本グランプリでは土曜日予選の終盤に雨が強くなり、ミハエル・シューマッハが予選14位に終わり、ラルフ・シューマッハがアタック中にスピンし、タイム計測を行わなかった。ヤルノ・トゥルーリはアタックを行わなかった。予選ではジャガーのマーク・ウェバーが好結果を残すことが多かったが、シーズン序盤を除きトップ4以外のチームが上位に来ることはあまり多くはなかった。
ポイント制度の変更はミナルディやジョーダンのような小規模チームには有利になると思われたが、結局そうはならなかった。上位チームは信頼性を上げたためにこれらの2チームには入賞のチャンスはほとんど来なかった。ジョーダンはジャンカルロ・フィジケラがブラジルグランプリで10ポイント獲得し、他2戦で7位と8位を各1回獲得、計13ポイントを獲得し、ランキング9位となった。しかし昨年のポイント制度であれば、ジョーダンはブラジル・グランプリの10ポイントだけになるが、チャンピオンシップのランキングで5位になっていたことになる。ミナルディは最高位がカナダグランプリの9位であり、入賞はならなかった。
ミハエル・シューマッハとフェラーリは1位と2位の差が2ポイントしかなく、優勝してもチャンピオン争いをリードしているキミ・ライコネンとの差がなかなか縮められなかった。序盤の出遅れが響き、シューマッハがドライバーズチャンピオンシップの首位に立ったのは6月のカナダグランプリが今シーズン初めてであった。

## 熾烈なタイヤ戦争
ミシュラン・ユーザーチームは2001年4勝(ウィリアムズ4勝)、2002年2勝(マクラーレン・ウィリアムズ、各1勝)、であったが今シーズンはブリヂストン・ユーザー9勝(フェラーリ8勝、ジョーダングランプリ1勝)、ミシュラン・ユーザー7勝(ウィリアムズ4勝、マクラーレン2勝、ルノー1勝)とほぼ互角の内容であった。イタリアグランプリ前に、ミシュラン・ユーザーのタイヤについてトレッド幅が違反しているのではないか、という疑惑がもたれるなどした。
このシーズンはオーストラリア、ドイツ、ハンガリーの各グランプリでミシュラン勢が表彰台を独占した。ブリヂストンは2002年以降フェラーリ以外の優勝者は出ていなかったが、ブラジルグランプリではフィジケラが優勝し、2001年のアメリカグランプリ、ミカ・ハッキネン以来となるフェラーリ以外のBSユーザーの優勝となった。

## 優勝者たち
この年の優勝者の8名のうち6名が初勝利、最後の勝利、久しぶりの勝利に該当する。
- デビッド・クルサード…開幕戦オーストラリアGP-自身最後の優勝。
- キミ・ライコネン…第2戦マレーシアGP-自身の初優勝。
- ジャンカルロ・フィジケラ…第3戦ブラジルGP-最終的な判定により自身初優勝となり、ジョーダンチームおよびフォード・コスワースにとってのF1での最後の優勝となった。
- ファン・パブロ・モントーヤ…第7戦モナコGP-自身としては2年ぶり（2001年第15戦以来）の優勝。また、ウィリアムズチームとしてのモナコグランプリの優勝は1983年以来となる。
- ラルフ・シューマッハ…第10戦フランスGP-自身最後の優勝。また、第9戦に続いて優勝したことにより、ウィリアムズチームとしての連勝となったため、チームとしての連勝は1997年以来となる。
- フェルナンド・アロンソ…第13戦ハンガリーGP-ポールトゥーウィンで自身の初優勝を達成。また、コンストラクターのルノーチームとしての優勝は1983年シーズン以来となる。

## シーズン終了後
ハインツ・ハラルド・フレンツェンはアメリカグランプリで表彰台に上がったが、結局ジョーダンとの契約がまとまらず、F1を去った。またフレンツェンと同じく1994年デビューのヨス・フェルスタッペンもやはりジョーダンとの契約はならず、結局この2003年を最後にF1を去った。ジャック・ビルヌーブは最終戦を前にBARを離脱。ジャガーおよびジョーダンとの契約はならずF1浪人生となった。ラルフ・ファーマン、ニコラス・キエーサ、ジャスティン・ウィルソンの3人はデビューイヤーであったが、実戦は今シーズンのみであった。一方ジャガーを解雇されたアントニオ・ピッツォニアは2004年にウィリアムズでラルフ・シューマッハの代役として復帰する。

## 開催地及び勝者
ベルギーグランプリがたばこ広告の問題で2003年のカレンダーから姿を消した。オーストリアグランプリも「A1リンク」としては今回が最後。2014年に復活する。イモラのサンマリノグランプリも危ないという報道があった。
| ラウンド | レース                   | 開催日   | 開催地               | ポールポジション           | ファステストラップ         | 優勝者                     | コンストラクター        | レポート |
| -------- | ------------------------ | -------- | -------------------- | -------------------------- | -------------------------- | -------------------------- | ----------------------- | -------- |
| 1        | オーストラリアグランプリ | 3月9日   | メルボルン           | ミハエル・シューマッハ     | キミ・ライコネン           | デビッド・クルサード       | マクラーレン-メルセデス | 詳細     |
| 2        | マレーシアグランプリ     | 3月23日  | セパン               | フェルナンド・アロンソ     | ミハエル・シューマッハ     | キミ・ライコネン           | マクラーレン-メルセデス | 詳細     |
| 3        | ブラジルグランプリ       | 4月6日   | インテルラゴス       | ルーベンス・バリチェロ     | ルーベンス・バリチェロ     | ジャンカルロ・フィジケラ   | ジョーダン-フォード     | 詳細     |
| 4        | サンマリノグランプリ     | 4月20日  | イモラ               | ミハエル・シューマッハ     | ミハエル・シューマッハ     | ミハエル・シューマッハ     | フェラーリ              | 詳細     |
| 5        | スペイングランプリ       | 5月4日   | バルセロナ           | ミハエル・シューマッハ     | ルーベンス・バリチェロ     | ミハエル・シューマッハ     | フェラーリ              | 詳細     |
| 6        | オーストリアグランプリ   | 5月18日  | A1リンク             | ミハエル・シューマッハ     | ミハエル・シューマッハ     | ミハエル・シューマッハ     | フェラーリ              | 詳細     |
| 7        | モナコグランプリ         | 6月1日   | モナコ               | ラルフ・シューマッハ       | キミ・ライコネン           | ファン・パブロ・モントーヤ | ウィリアムズ-BMW        | 詳細     |
| 8        | カナダグランプリ         | 6月15日  | モントリオール       | ラルフ・シューマッハ       | フェルナンド・アロンソ     | ミハエル・シューマッハ     | フェラーリ              | 詳細     |
| 9        | ヨーロッパグランプリ     | 6月29日  | ニュルブルクリンク   | キミ・ライコネン           | キミ・ライコネン           | ラルフ・シューマッハ       | ウィリアムズ-BMW        | 詳細     |
| 10       | フランスグランプリ       | 7月6日   | マニクール           | ラルフ・シューマッハ       | ファン・パブロ・モントーヤ | ラルフ・シューマッハ       | ウィリアムズ-BMW        | 詳細     |
| 11       | イギリスグランプリ       | 7月20日  | シルバーストン       | ルーベンス・バリチェロ     | ルーベンス・バリチェロ     | ルーベンス・バリチェロ     | フェラーリ              | 詳細     |
| 12       | ドイツグランプリ         | 8月3日   | ホッケンハイムリンク | ファン・パブロ・モントーヤ | ファン・パブロ・モントーヤ | ファン・パブロ・モントーヤ | ウィリアムズ-BMW        | 詳細     |
| 13       | ハンガリーグランプリ     | 8月24日  | ハンガロリンク       | フェルナンド・アロンソ     | ファン・パブロ・モントーヤ | フェルナンド・アロンソ     | ルノー                  | 詳細     |
| 14       | イタリアグランプリ       | 9月14日  | モンツァ             | ミハエル・シューマッハ     | ミハエル・シューマッハ     | ミハエル・シューマッハ     | フェラーリ              | 詳細     |
| 15       | アメリカグランプリ       | 9月28日  | インディアナポリス   | キミ・ライコネン           | ミハエル・シューマッハ     | ミハエル・シューマッハ     | フェラーリ              | 詳細     |
| 16       | 日本グランプリ           | 10月12日 | 鈴鹿                 | ルーベンス・バリチェロ     | ラルフ・シューマッハ       | ルーベンス・バリチェロ     | フェラーリ              | 詳細     |

## エントリーリスト
| エントラント                         | コンストラクター | シャーシ        | エンジン          | タイヤ | ドライバー                                                                      | 3rdドライバー                                                     |
| ------------------------------------ | ---------------- | --------------- | ----------------- | ------ | ------------------------------------------------------------------------------- | ----------------------------------------------------------------- |
| スクーデリア・フェラーリ・マールボロ | フェラーリ       | F2002B F2003-GA | フェラーリTipo052 | B      | 1.ミハエル・シューマッハ 2.ルーベンス・バリチェロ                               |                                                                   |
| BMW・ウィリアムズF1チーム            | ウィリアムズ     | FW25            | BMWP83            | M      | 3.ファン・パブロ・モントーヤ 4.ラルフ・シューマッハ (4.)マルク・ジェネ          |                                                                   |
| ウエスト・マクラーレン・メルセデス   | マクラーレン     | MP4-17D         | メルセデスFO110M  | M      | 5.デビッド・クルサード 6.キミ・ライコネン                                       |                                                                   |
| マイルドセブン・ルノーF1チーム       | ルノー*          | R23,R23B        | ルノーRS23        | M      | 7.ヤルノ・トゥルーリ 8.フェルナンド・アロンソ                                   | 34.アラン・マクニッシュ (44.)フランク・モンタニー                 |
| ザウバー・ペトロナス                 | ザウバー         | C22             | ペトロナス03A     | B      | 9.ニック・ハイドフェルド 10.ハインツ＝ハラルド・フレンツェン                    |                                                                   |
| ジョーダン・フォード                 | ジョーダン*      | EJ13            | フォードRS-1      | B      | 11.ジャンカルロ・フィジケラ 12.ラルフ・ファーマン (12.)ゾルト・バウムガルトナー | 36.ゾルト・バウムガルトナー (36.)ビヨン・ビルドハイム (36.)本山哲 |
| ジャガー・レーシング                 | ジャガー*        | R4              | コスワースCR-5    | M      | 14.マーク・ウェバー 15.アントニオ・ピッツォニア (15.)ジャスティン・ウィルソン   |                                                                   |
| ラッキーストライク・B・A・R・ホンダ  | B・A・R          | 005             | ホンダRA003E      | B      | 16.ジャック・ヴィルヌーヴ (16.)佐藤琢磨 17.ジェンソン・バトン                   |                                                                   |
| ヨーロピアン・ミナルディ・コスワース | ミナルディ*      | PS03            | コスワースCR-3    | B      | 18.ジャスティン・ウィルソン (18.)ニコラス・キエーサ 19.ヨス・フェルスタッペン   | 39.マッテオ・ボッビ (39.)ジャンマリア・ブルーニ                   |
| パナソニック・トヨタ・レーシング     | トヨタ           | TF103           | トヨタRVX-03      | M      | 20.オリビエ・パニス 21.クリスチアーノ・ダ・マッタ                               |                                                                   |

*シーズン中のテスト日数制限と引替えに金曜フリー走行開始前の特別セッションを走行

### ドライバー変更
- マルク・ジェネ - 第14戦イタリアGPでラルフ・シューマッハの代役として出走
- ゾルト・バウムガルトナー - 第13戦ハンガリーGPから第14戦イタリアGPまでファーマンの代役として出走
- ジャスティン・ウィルソン - 第12戦ドイツGP以降でピッツォニアの代役として出走
- 佐藤琢磨 - 第16戦日本GPでヴィルヌーヴの代役として出走
- ニコラス・キエーサ - 第12戦ドイツGP以降でウィルソンの代役として出走

※ 3rdドライバーの出走
- アラン・マクニッシュ - 第10戦フランスGPを除く
- フランク・モンタニー - 第10戦フランスGP
- ゾルト・バウムガルトナー - 第12戦ドイツGPから第14戦イタリアGP
- ビョルン・ウィルドハイム - 第15戦アメリカGP
- 本山哲 - 第16戦日本GP
- マッテオ・ボッビ - 第4戦サンマリノGP
- ジャンマリア・ブルーニ - 第12戦ドイツGP以降

## 2003年のドライバーズランキング
| 順位 | ドライバー                       | AUS | MAL | BRA | SMR | ESP | AUT | MON | CAN | EUR | FRA | GBR | GER | HUN | ITA | USA | JPN | ポイント |
| ---- | -------------------------------- | --- | --- | --- | --- | --- | --- | --- | --- | --- | --- | --- | --- | --- | --- | --- | --- | -------- |
| 1    | ミハエル・シューマッハ           | 4   | 6   | Ret | 1   | 1   | 1   | 3   | 1   | 5   | 3   | 4   | 7   | 8   | 1   | 1   | 8   | 93       |
| 2    | キミ・ライコネン                 | 3   | 1   | 2   | 2   | Ret | 2   | 2   | 6   | Ret | 4   | 3   | Ret | 2   | 4   | 2   | 2   | 91       |
| 3    | ファン・パブロ・モントーヤ       | 2   | 12  | Ret | 7   | 4   | Ret | 1   | 3   | 2   | 2   | 2   | 1   | 3   | 2   | 6   | Ret | 82       |
| 4    | ルーベンス・バリチェロ           | Ret | 2   | Ret | 3   | 3   | 3   | 8   | 5   | 3   | 7   | 1   | Ret | Ret | 3   | Ret | 1   | 65       |
| 5    | ラルフ・シューマッハ             | 8   | 4   | 7   | 4   | 5   | 6   | 4   | 2   | 1   | 1   | 9   | Ret | 4   |     | Ret | 12  | 58       |
| 6    | フェルナンド・アロンソ           | 7   | 3   | 3   | 6   | 2   | Ret | 5   | 4   | 4   | Ret | Ret | 4   | 1   | 8   | Ret | Ret | 55       |
| 7    | デビッド・クルサード             | 1   | Ret | 4   | 5   | Ret | 5   | 7   | Ret | 15† | 5   | 5   | 2   | 5   | Ret | Ret | 3   | 51       |
| 8    | ヤルノ・トゥルーリ               | 5   | 5   | 8   | 13  | Ret | 8   | 6   | Ret | Ret | Ret | 6   | 3   | 7   | Ret | 4   | 5   | 33       |
| 9    | ジェンソン・バトン               | 10  | 7   | Ret | 8   | 9   | 4   | DNS | Ret | 7   | Ret | 8   | 8   | 10  | Ret | Ret | 4   | 17       |
| 10   | マーク・ウェバー                 | Ret | Ret | 9†  | Ret | 7   | 7   | Ret | 7   | 6   | 6   | 14  | 11† | 6   | 7   | Ret | 11  | 17       |
| 11   | ハインツ＝ハラルド・フレンツェン | 6   | 9   | 5   | 11  | Ret | DNS | Ret | Ret | 9   | 12  | 12  | Ret | Ret | 13† | 3   | Ret | 13       |
| 12   | ジャンカルロ・フィジケラ         | 12† | Ret | 1   | 15† | Ret | Ret | 10  | Ret | 12  | Ret | Ret | 13† | Ret | 10  | 7   | Ret | 12       |
| 13   | クリスチアーノ・ダ・マッタ       | Ret | 11  | 10  | 12  | 6   | 10  | 9   | 11† | Ret | 11  | 7   | 6   | 11  | Ret | 9   | 7   | 10       |
| 14   | ニック・ハイドフェルド           | Ret | 8   | Ret | 10  | 10  | Ret | 11  | Ret | 8   | 13  | 17  | 10  | 9   | 9   | 5   | 9   | 6        |
| 15   | オリビエ・パニス                 | Ret | Ret | Ret | 9   | Ret | Ret | 13  | 8   | Ret | 8   | 11  | 5   | Ret | Ret | Ret | 10  | 6        |
| 16   | ジャック・ヴィルヌーヴ           | 9   | Ret | 6   | Ret | Ret | 12  | Ret | Ret | Ret | 9   | 10  | 9   | Ret | 6   | Ret |     | 6        |
| 17   | マルク・ジェネ                   |     |     |     |     |     |     |     |     |     |     |     |     |     | 5   |     |     | 4        |
| 18   | 佐藤琢磨                         |     |     |     |     |     |     |     |     |     |     |     |     |     |     |     | 6   | 3        |
| 19   | ラルフ・ファーマン               | Ret | 10  | Ret | Ret | 8   | 11  | 12  | Ret | 11  | 15  | 13  | Ret |     |     | Ret | 14  | 1        |
| 20   | ジャスティン・ウィルソン         | Ret | Ret | Ret | Ret | 11  | 13  | Ret | Ret | 13  | 14  | 16  | Ret | Ret | Ret | 8   | 13  | 1        |
| 21   | アントニオ・ピッツォニア         | 13† | Ret | Ret | 14  | Ret | 9   | Ret | 10† | 10  | 10  | Ret |     |     |     |     |     | 0        |
| 22   | ヨス・フェルスタッペン           | 11  | 13  | Ret | Ret | 12  | Ret | Ret | 9   | 14  | 16  | 15  | Ret | 12  | Ret | 10  | 15  | 0        |
| 23   | ニコラス・キエーサ               |     |     |     |     |     |     |     |     |     |     |     | 12  | 13  | 12  | 11  | 16  | 0        |
| 24   | ゾルト・バウムガルトナー         |     |     |     |     |     |     |     |     |     |     |     |     | Ret | 11  |     |     | 0        |
| 順位 | ドライバー                       | AUS | MAL | BRA | SMR | ESP | AUT | MON | CAN | EUR | FRA | GBR | GER | HUN | ITA | USA | JPN | ポイント |

| 色   | 結果                                    |
| ---- | --------------------------------------- |
| 金色 | 勝者                                    |
| 銀色 | 2位                                     |
| 銅色 | 3位                                     |
| 緑   | ポイント獲得                            |
| 青   | 完走                                    |
| 青   | † 完走扱い（全周回数の90%以上走行）     |
| 青   | 規定周回数不足（NC）                    |
| 紫   | リタイア（Ret）                         |
| 赤   | 予選不通過（DNQ）                       |
| 赤   | 予備予選不通過（DNPQ）                  |
| 黒   | 失格（DSQ）                             |
| 白   | スタートせず（DNS）                     |
| 白   | レース中止（C）                         |
| 水色 | プラクティスのみ（PO）                  |
| 水色 | 金曜日テストドライバー（TD） 2003年以降 |
| 空欄 | プラクティス出走せず（DNP）             |
| 空欄 | 除外 (EX)                               |
| 空欄 | 到着せず (DNA)                          |
| 空欄 | 欠場 (WD)                               |

† リタイアしたがレース距離の90％以上を走行していたため完走扱い

## 2003年のコンストラクターズランキング

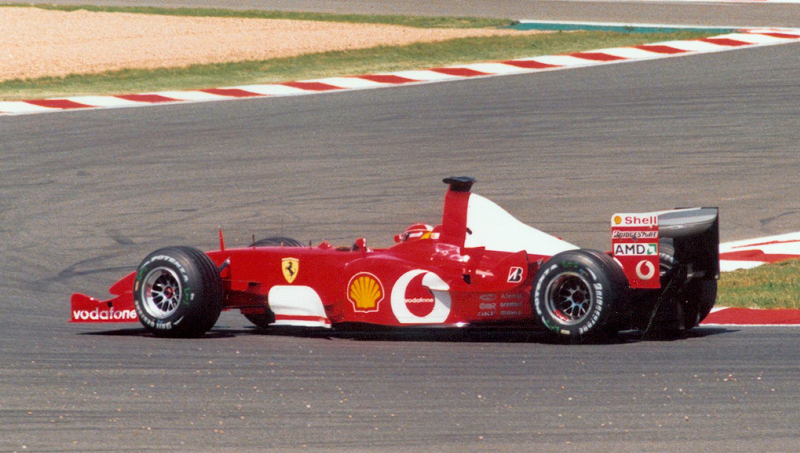
フェラーリが2003年のコンストラクターズタイトルを獲得した

| 順位 | コンストラクター              | AUS | MAL | BRA | SMR | ESP | AUT | MON | CAN | EUR | FRA | GBR | GER | HUN | ITA | USA | JPN | ポイント |
| ---- | ----------------------------- | --- | --- | --- | --- | --- | --- | --- | --- | --- | --- | --- | --- | --- | --- | --- | --- | -------- |
| 1    | フェラーリ                    | 4   | 6   | Ret | 1   | 1   | 1   | 3   | 1   | 5   | 3   | 4   | 7   | 8   | 1   | 1   | 8   | 158      |
| 1    | フェラーリ                    | Ret | 2   | Ret | 3   | 3   | 3   | 8   | 5   | 3   | 7   | 1   | Ret | Ret | 3   | Ret | 1   | 158      |
| 2    | ウィリアムズ-BMW              | 2   | 12  | Ret | 7   | 4   | Ret | 1   | 3   | 2   | 2   | 2   | 1   | 3   | 2   | 6   | Ret | 144      |
| 2    | ウィリアムズ-BMW              | 8   | 4   | 7   | 4   | 5   | 6   | 4   | 2   | 1   | 1   | 9   | Ret | 4   | 5   | Ret | 12  | 144      |
| 3    | マクラーレン-メルセデス       | 3   | 1   | 2   | 2   | Ret | 2   | 2   | 6   | Ret | 4   | 3   | Ret | 2   | 4   | 2   | 2   | 142      |
| 3    | マクラーレン-メルセデス       | 1   | Ret | 4   | 5   | Ret | 5   | 7   | Ret | 15  | 5   | 5   | 2   | 5   | Ret | Ret | 3   | 142      |
| 4    | マイルドセブン ルノー         | 7   | 3   | 3   | 6   | 2   | Ret | 5   | 4   | 4   | Ret | Ret | 4   | 1   | 8   | Ret | Ret | 88       |
| 4    | マイルドセブン ルノー         | 5   | 5   | 8   | 13  | Ret | 8   | 6   | Ret | Ret | Ret | 6   | 3   | 7   | Ret | 4   | 5   | 88       |
| 5    | ラッキーストライク BAR-ホンダ | 10  | 7   | Ret | 8   | 9   | 4   | DNS | Ret | 7   | Ret | 8   | 8   | 10  | Ret | Ret | 4   | 26       |
| 5    | ラッキーストライク BAR-ホンダ | 9   | Ret | 6   | Ret | Ret | 12  | Ret | Ret | Ret | 9   | 10  | 9   | Ret | 6   | Ret | 6   | 26       |
| 6    | ザウバー-ペトロナス           | 6   | 9   | 5   | 11  | Ret | DNS | Ret | Ret | 9   | 12  | 12  | Ret | Ret | 13  | 3   | Ret | 19       |
| 6    | ザウバー-ペトロナス           | Ret | 8   | Ret | 10  | 10  | Ret | 11  | Ret | 8   | 13  | 17  | 10  | 9   | 9   | 5   | 9   | 19       |
| 7    | ジャガー・レーシング          | Ret | Ret | 9   | Ret | 7   | 7   | Ret | 7   | 6   | 6   | 14  | 11  | 6   | 7   | Ret | 11  | 18       |
| 7    | ジャガー・レーシング          | 13  | Ret | Ret | 14  | Ret | 9   | Ret | 10  | 10  | 10  | Ret | Ret | Ret | Ret | 8   | 13  | 18       |
| 8    | パナソニック トヨタ           | Ret | 11  | 10  | 12  | 6   | 10  | 9   | 11  | Ret | 11  | 7   | 6   | 11  | Ret | 9   | 7   | 16       |
| 8    | パナソニック トヨタ           | Ret | Ret | Ret | 9   | Ret | Ret | 13  | 8   | Ret | 8   | 11  | 5   | Ret | Ret | Ret | 10  | 16       |
| 9    | ジョーダン-フォード           | 12  | Ret | 1   | 15  | Ret | Ret | 10  | Ret | 12  | Ret | Ret | 13  | Ret | 10  | 7   | Ret | 13       |
| 9    | ジョーダン-フォード           | Ret | 10  | Ret | Ret | 8   | 11  | 12  | Ret | 11  | 15  | 13  | Ret | Ret | 11  | Ret | 14  | 13       |
| 10   | ミナルディ-コスワース         | Ret | Ret | Ret | Ret | 11  | 13  | Ret | Ret | 13  | 14  | 16  | 12  | 13  | 12  | 11  | 16  | 0        |
| 10   | ミナルディ-コスワース         | 11  | 13  | Ret | Ret | 12  | Ret | Ret | 9   | 14  | 16  | 15  | Ret | 12  | Ret | 10  | 15  | 0        |
| 順位 | コンストラクター              | AUS | MAL | BRA | SMR | ESP | AUT | MON | CAN | EUR | FRA | GBR | GER | HUN | ITA | USA | JPN | ポイント |